# Hová mégy te, kis nyulacska
A Hová mégy te, kis nyulacska kezdetű magyar népdalt Kodály Zoltán gyűjtötte a Gömör és Kis-Hont vármegyei Kisvisnyón 1913-ban.
A versszakokban ún. belső refrén van értelmetlen szöveggel (Ingyom-bingyom, tálibe, tutálibe, málibe, némelyik szövegváltozatban Ingyor, bingyor, táliber, tutáliber, máliber). Az ilyen dalokat libizáré-daloknak nevezik az Egy kis kertet kerítek kezdetű népdal belső refrénjének első szaváról.
Feldolgozás:
| Szerző         | Mire                | Mű                                                                                | Előadás |
| -------------- | ------------------- | --------------------------------------------------------------------------------- | ------- |
| Kodály Zoltán  | gyermekkar          | Nyulacska                                                                         | [ 3 ]   |
| Petrovics Emil | fuvola, zongora     | Magyar gyermekdalok fuvolára és zongorára 10. darab: Hová mégy te, kis nyulacska? |         |
| Petres Csaba   | két furulya         | Tarka madár, 15. kotta                                                            |         |
| Ludvig József  | ének, gitárakkordok | Kis kacsa fürdik…, 4. oldal                                                       |         |
| Molnár Antal   | zongora             | Kis nyulacska                                                                     |         |

## Kotta és dallam
| Minek mégy te az erdőbe?   | Ingyor, bingyor, táliber, tutáliber, máliber, | vesszőcskéért. |
| Minek néked az a vessző?   | Ingyor, bingyor, táliber, tutáliber, máliber, | kertecskémbe.  |
| Minek néked az a kis kert? | Ingyor, bingyor, táliber, tutáliber, máliber, | virágoknak.    |
| Minek néked a sok virág?   | Ingyor, bingyor, táliber, tutáliber, máliber, | szeretőmnek.   |

## Felvételek
- Hová mégy, te kis nyulacska? Magyar Rádió és Televízió Gyermekkara. Vezényel: Csányi László  YouTube (1985. június 21.)  (Hozzáférés: 2016. május 25.) (audió)
- Hová mégy te.avi. YouTube (2011. április 30.)  (Hozzáférés: 2016. május 25.) (videó)
- Molnár Antal:  Hová mégy te kis nyulacska? EFAMI Karcag cselló kamarazenekara  YouTube (2012. május 7.)  (Hozzáférés: 2016. május 25.) (videó)